# Stephan Pastis
Stephan Thomas Pastis est un dessinateur américain de comic strips, né à San Marino en Californie le 16 janvier 1968.
Après avoir exercé le métier d'avocat, Pastis se lance dans le dessin de presse. Son comic strip Pearls Before Swine (en) est publié dans plus de 600 journaux à travers les États-Unis. Il est récompensé par la National Cartoonists Society en 2003 et 2006. Pastis est également l'auteur de Timmy Failure, une série d'albums illustrés pour enfants.

## Biographie

### Jeunesse et formation
Stephan Pastis grandit à San Marino en Californie. Souffrant de bronchite chronique durant son enfance, il reste souvent alité et commence à pratiquer le dessin lorsque sa mère lui achète des crayons pour l'occuper. Inspiré par des artistes comme Charles Schulz et Bill Watterson, il rêve de devenir dessinateur de presse. Stephan Pastis étudie à l'université de Californie à Berkeley (UC Berkeley), où il obtient un bachelor's degree en science politique en 1989. Il poursuit ensuite des études de droit à l'université de Californie à Los Angeles (UCLA) et devient en 1993 avocat spécialisé dans les dossiers d'assurance,.

### Pearls Before Swine
À partir de 1993, Stephan Pastis travaille pour un cabinet d'avocats de San Francisco, mais regrette son choix de carrière. Il soumet des idées de comic strips aux diffuseurs durant trois ans avant d'être accepté en syndication par United Feature Syndicate en 1999. La firme ne parvient pas à vendre son comic strip Pearls Before Swine (en) aux journaux, mais le publie sur le site Comics.com. En décembre 2000 Pastis est remarqué par le dessinateur Scott Adams, qui attire l'attention sur son travail en le recommandant à ses lecteurs. Pearls Before Swine est publié dans les journaux à partir de janvier 2002,. En 2013, le comic strip apparaît dans plus de 600 publications à travers les États-Unis. Plusieurs recueils sont publiés par la maison d'édition Andrews McMeel Publishing.

### Timmy Failure
Lorsque son agent lui suggère de réaliser un album illustré pour enfants, Stephan Pastis créé la série Timmy Failure. Son jeune héros se prend pour un brillant détective mais est incapable de résoudre la moindre énigme. Le premier volume de la série, Mistakes Were Made, est publié en 2013 par Candlewick Press (en),. Il est tiré à 350 000 exemplaires et figure sur la New York Times Best Seller list durant 20 semaines. Un 2d volume, intitulé Now Look What You’ve Done, est édité en 2014.

### Autres activités
En 1996, Stephan Pastis rencontre Charles Schulz, le créateur du comic strip Peanuts, et reçoit les encouragements du dessinateur. À partir de 2002, il travaille au Charles M. Schulz Museum (en). Il participe à la gestion des droits dérivés (merchandising rights) et à l'organisation des expositions,.

## Récompenses
La National Cartoonists Society décerne à Stephan Pastis le prix du meilleur comic strip en 2004, 2007 et 2015. En 2013, il fait partie des trois finalistes du prix Reuben pour l'année 2012, qu'il reçoit finalement en 2019.